# Бондовка
Бондовка — деревня в Белинском районе Пензенской области России. Входит в состав Балкашинского сельсовета.

## География
Расположено в 12 км к юго-востоку от села Балкашино, на р. Шмаруха.

## Население
| 2010 |
| ---- |
| 6    |

## История
Основана в 1717 году. Входила в состав Свищевской волости Чембарского уезда. После революции, вплоть до 2010 г. в составе Свищевского сельсовета. В 1931 г. создан колхоз «Красноармеец». Позже значится бригадой колхоза «Путь Ленина» .